# Pont-canal du Rivassel
 (mars 2015).
Le pont-canal du Rivassel est un des nombreux ponts de ce type du Canal du Midi. Il traverse le ruisseau de Naval.